# Seminole (volk)
De Seminole is een inheems Amerikaans volk dat oorspronkelijk Florida bevolkte. Anno 2021 wonen ze voornamelijk in Oklahoma en Florida en bestaan ze uit drie federaal erkende stammen: de Seminole Nation of Oklahoma, de Seminole Tribe of Florida en Miccosukee Tribe of Indians of Florida, en daarnaast een aantal onafhankelijke groepen. 

## Cultuur

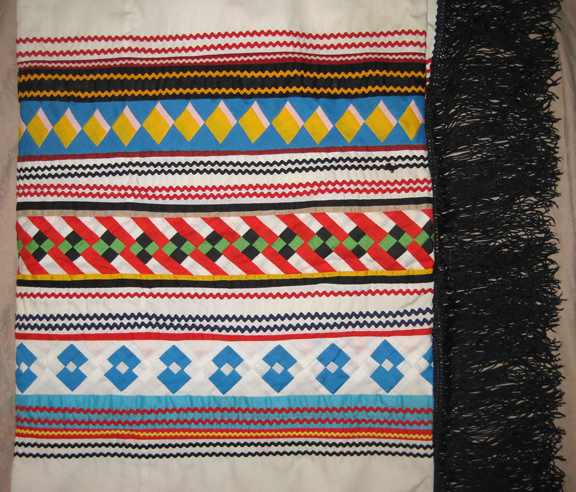
Seminole-sjaal gemaakt op Big Cypress Indian Reservation, 20e eeuw

De Seminolecultuur is grotendeels afgeleid van die van de Muscogee of Creek Confederatie; de belangrijkste ceremonie is de Green Corn Dance. Andere opmerkelijke tradities zijn het gebruik van de zwarte drank en rituele tabak. Terwijl de Seminole zich aanpasten aan het klimaat in Florida, ontwikkelden ze lokale tradities, zoals de bouw van openluchthuizen met rieten daken die bekend staan als chickees. De Seminole spraken Mikasuki en Creek, beide Muskogi-talen.

## Geschiedenis

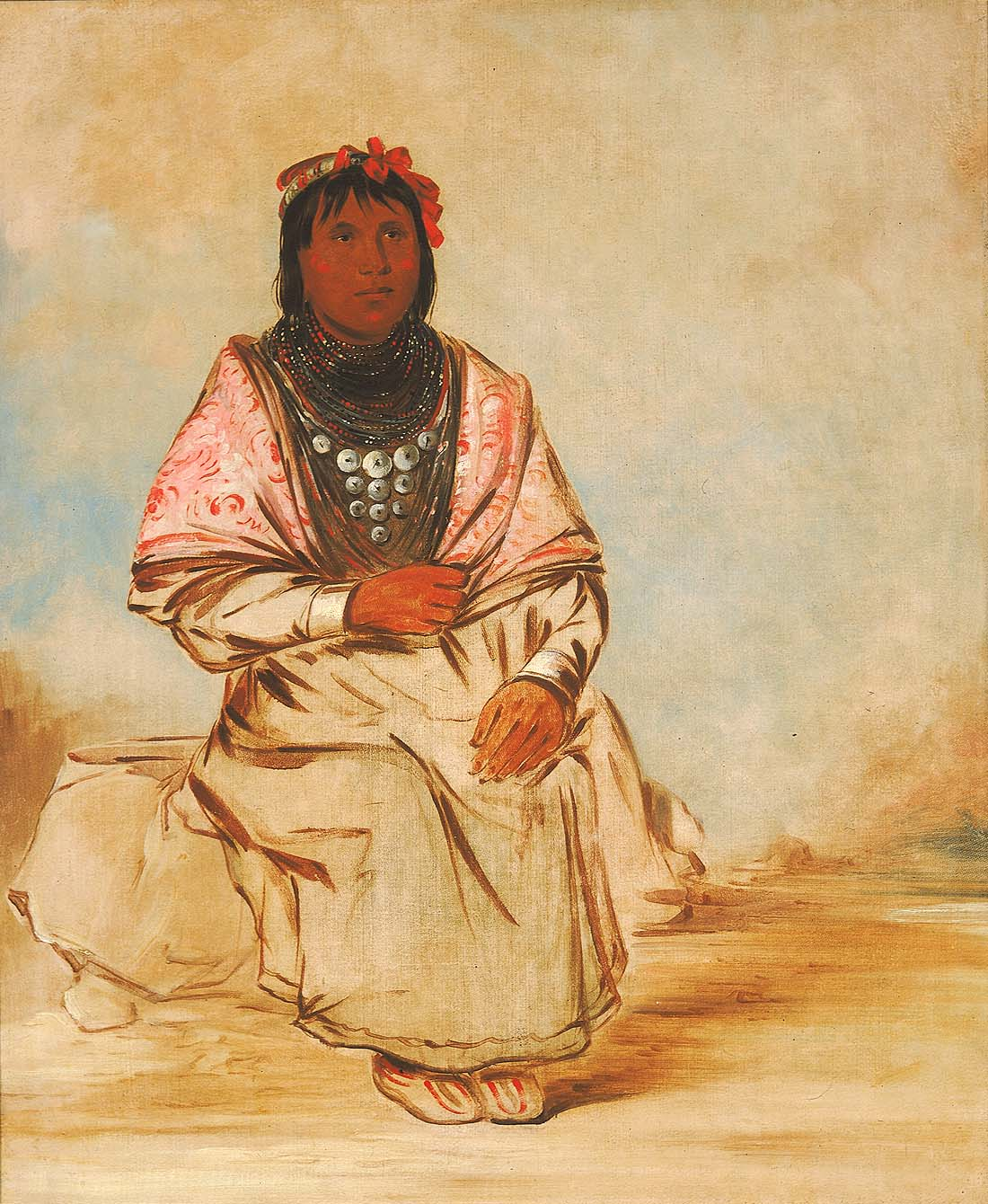
Een vrouw van de Seminole, geschilderd door George Catlin in 1834

Het Seminole-volk kwam in een proces van etnogenese voort uit verschillende Indiaanse groepen die zich in de 18e eeuw in Florida vestigden, met name rond de noordelijke Muscogee-Creek van wat nu Georgia en Alabama is. Het woord "Seminole" is afgeleid van het Muscogee-woord simanó-li, dat op zijn beurt afgeleid kan zijn van het Spaanse woord cimarrón, wat "weggelopen" of "wilde" betekent.
De Seminole werd steeds onafhankelijker van andere Creekstammen en namen hun eigen identiteit aan. Ze ontwikkelden een bloeiend handelsnetwerk tijdens de Britse en tweede Spaanse periode (ca. 1767–1821). De stam breidde zich in deze tijd aanzienlijk uit en werd vanaf het einde van de 18e eeuw verder aangevuld met vrije zwarten en ontsnapte slaven die zich in de buurt van Seminole-steden vestigden en waardering toonden. Deze laatste werden bekend als Black Seminoles, hoewel ze hun eigen Gullahcultuur behielden. Nadat de Verenigde Staten onafhankelijk waren geworden, verhoogden de kolonisten de druk op Seminole-land, wat leidde tot de Seminole-oorlogen (1818-1858). De Seminole werden eerst beperkt tot een groot reservaat in het binnenland door het Verdrag van Moultrie Creek (1823) en vervolgens met geweld uit Florida verdreven door het Verdrag van Payne's Landing (1832). In 1842 waren de meeste Seminoles en Black Seminoles gedwongen verhuisd naar Indian Territory ten westen van de Mississippi. Tijdens de Amerikaanse Burgeroorlog sloten de meeste Oklahoma Seminole zich aan bij de Confederatie, waarna ze een nieuw verdrag met de VS moesten ondertekenen, inclusief vrijheid en tribaal lidmaatschap voor de Black Seminole. Tegenwoordig zijn inwoners van het reservaat ingeschreven in de federaal erkende Seminole Nation of Oklahoma, terwijl anderen tot ongeorganiseerde groepen behoren.
Na de derde Seminole-oorlog (1855-1858) bleven naar verluidt minder dan 200 Seminoles in Florida, maar ze zorgden voor een heropleving van traditionele gebruiken en een cultuur van onwankelbare onafhankelijkheid. Aan het einde van de 19e eeuw herstelde de Florida Seminole beperkte relaties met de Amerikaanse regering en kreeg in 1930 een reservaat van 20 km2. Er zijn maar weinig Seminole die tot de jaren veertig naar reservaten verhuisden; ze reorganiseerden hun regering en kregen in 1957 federale erkenning als de Seminole Tribe of Florida. Het meer traditioneel gerichte volk in de buurt van de Tamiami Trail kreeg in 1962 federale erkenning als de Miccosukee Tribe. 
Seminole-groepen in Oklahoma en Florida hadden tot ver in de 20e eeuw weinig contact met elkaar, maar elk ontwikkelden zich op dezelfde manier als de groepen ernaar streefden hun cultuur te behouden terwijl ze het economisch zwaar hadden. Oude ambachten en tradities werden nieuw leven ingeblazen, in het midden van de 20e eeuw gingen Seminoles op zoek naar toerismedollars toen Amerikanen meer begonnen te reizen op het groeiende wegennet van het land. In de jaren zeventig begonnen Seminole-stammen kleine bingogames te houden op hun reservaten om inkomsten te genereren, en wonnen ze rechtzaken om Indiaans gokken te kunnen exploiteren. Veel Amerikaanse stammen gebruiken de gokfaciliteiten  om inkomsten te genereren voor welzijn, onderwijs en ontwikkeling. De Seminole Tribe of Florida is bijzonder succesvol geweest met de exploitatie van gokfaciliteiten en kocht in 2007 voor 965 miljoen dollar de rechten op het Hard Rock Café en heeft onder die naam verschillende grote gaming-resorts omgedoopt of geopend.